# Campeonato Mundial de Rugby M19 División B de 2002
El Campeonato Mundial de Rugby M19 División B de 2002 se disputó en Italia y fue la vigésimo tercera edición del torneo en categoría M19.

## Resultados

### Dieciseisavos de final
| 20 de marzo | Canadá | 54 - 3 | República Checa |  |  |

| 20 de marzo | Alemania | 24 - 28 | Portugal |  |  |

| 20 de marzo | Ucrania | 32 - 27 | Taiwán |  |  |

| 20 de marzo | Estados Unidos | 19 - 18 | Países Bajos |  |  |

| 20 de marzo | Polonia | 14 - 21 | Namibia |  |  |

| 20 de marzo | Paraguay | 13 - 0 | Lituania |  |  |

| 20 de marzo | Marruecos | 0 - 20 | Túnez |  |  |

| 20 de marzo | España | 89 - 0  | Trinidad y Tobago |  |  |
|             |        | Reporte |                   |  |  |

### Cuartos de final 9° al 16° puesto
| 23 de marzo | República Checa | 5 - 29 | Alemania |  |  |

| 23 de marzo | Marruecos | 50 - 5 | Trinidad y Tobago |  |  |

| 23 de marzo | Polonia | 10 - 19 | Lituania |  |  |

| 23 de marzo | Taiwán | 30 - 17 | Países Bajos |  |  |

### Cuartos de final 1° al 8° puesto
| 23 de marzo | Canadá | 63 - 17 | Portugal |  |  |

| 23 de marzo | Estados Unidos | 27 - 23 | Ucrania |  |  |

| 23 de marzo | Túnez | 13 - 21 | España |  |  |

| 23 de marzo | Namibia | 8 - 8 | Paraguay |  |  |

### Semifinal 13° al 16° puesto
| 26 de marzo | República Checa | 15 - 29 | Países Bajos |  |  |

| 26 de marzo | Polonia | 51 - 3 | Trinidad y Tobago |  |  |

### Semifinal 9° al 12° puesto
| 26 de marzo | Alemania | 45 - 12 | Taiwán |  |  |

| 26 de marzo | Lituania | 3 - 13 | Marruecos |  |  |

### Semifinal 5° al 8° puesto
| 26 de marzo | Portugal | 25 - 7 | Ucrania |  |  |

| 26 de marzo | Paraguay | 3 - 20 | Lituania |  |  |

### Semifinales Campeonato
| 26 de marzo | Canadá | 56 - 6 | Estados Unidos |  |  |

| 26 de marzo | Namibia | 13 - 6 | España |  |  |

### 15° puesto
| 30 de marzo | República Checa | 20 - 0 | Trinidad y Tobago |  |  |

### 13° puesto
| 30 de marzo | Países Bajos | 38 - 22 | Polonia |  |  |

### 11° puesto
| 30 de marzo | Taiwán | 27 - 22 | Lituania |  |  |

### 9° puesto
| 30 de marzo | Alemania | 17 - 12 | Marruecos |  |  |

### 7° puesto
| 30 de marzo | Paraguay | 12 - 7 | Ucrania |  |  |

### Quinto puesto
| 30 de marzo | Portugal | 9 - 15 | Túnez |  |  |

### Tercer puesto
| 30 de marzo | España | 22 - 17 | Estados Unidos |  |  |

### Final
| 30 de marzo | Canadá | 38 - 22 | Namibia |  |  |

| Bandera de Canadá |
| Campeón Canadá    |
| Primer título     |